# 메이퀸 노벨
메이퀸 노벨(May Queen Novel)은 학산문화사의 기획단행본부에서 담당하는 Romance & Fantasy World라는 표어를 내건 또다른 라이트 노벨 브랜드로서 학산의 순정 만화 레이블인 메이퀸 코믹스와 같이 소녀 취향의 라이트 노벨을 다룬다.
2010년 12월 뱀파이어 기사 2권 발행 이후로 그 어떤 작품의 후속권도 신간도 출간되지 않고있다. 학산측에서는 공식블로그 폐쇄, 공식홈페이지에서는 그 어떠한 공지도  답변조차 해주고 있지 않고 있어 독자들의 원성을 사고있다.

## 출판 목록

### 발행중
- 거울성의 미미 (1~4권)
- 낙원의 마녀들 (1~3권)
- 녹색의 앨더 (1~5권)
- 대역백작 시리즈 (1~5권)
- 마녀의 결혼 (1~5권)
- 바람의 왕국 (1~13권)
- 백작과 요정 (1~15권)
- 뱀파이어 기사 (1~2권)
- 오란고교 호스트부 (1~2권)
- 왕궁 로맨스 혁명 (1~3권)
- 유혈여신전 (1~9권)
- 은주빛 꽃 (1~6권)
- 초시리즈 (1~4권)
- 카렌자카 고등학교 카렌 방송부 (1~4권)
- 소년음양사 (1~20권)